# Didymodon flexicaulis
Didymodon flexicaulis là một loài rêu trong họ Pottiaceae. Loài này được (Schwägr.) Röhl. mô tả khoa học đầu tiên năm 1813.